# William Benjamin Baker

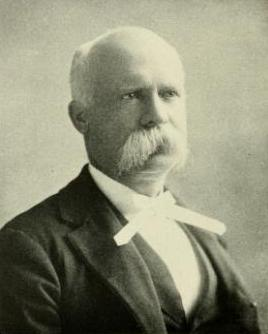
William Benjamin Baker (1899)

William Benjamin Baker (* 22. Juli 1840 bei Aberdeen, Harford County, Maryland; † 17. Mai 1911 ebenda) war ein US-amerikanischer Politiker. Zwischen 1895 und 1901 vertrat er den Bundesstaat Maryland im US-Repräsentantenhaus.

## Werdegang
William Baker besuchte sowohl öffentliche als auch private Schulen. Danach betätigte er sich bis 1872 in der Landwirtschaft. Anschließend arbeitete er in der Konservenindustrie und im Bankgewerbe. Gleichzeitig schlug er als Mitglied der Republikanischen Partei eine politische Laufbahn ein. Er war Delegierter auf verschiedenen regionalen Parteitagen der Republikaner. 1881 saß er im Abgeordnetenhaus von Maryland; im Jahr 1893 gehörte er dem Staatssenat an.
Bei den Kongresswahlen des Jahres 1894 wurde Baker im zweiten Wahlbezirk von Maryland in das US-Repräsentantenhaus in Washington, D.C. gewählt, wo er am 4. März 1895 die Nachfolge von Joshua Talbott antrat. Nach zwei Wiederwahlen konnte er bis zum 3. März 1901 drei Legislaturperioden im Kongress absolvieren. Im Jahr 1900 verzichtete er auf eine weitere Kandidatur. Nach dem Ende seiner Zeit im US-Repräsentantenhaus arbeitete Baker wieder in der Konservenindustrie. Er starb am 17. Mai 1911 in Aberdeen.